# Marcus Aemilius Lepidus (Triumvir)

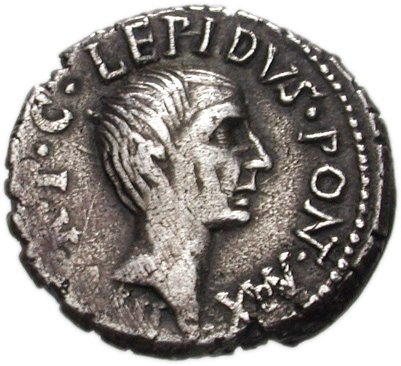
Marcus Aemilius Lepidus

Marcus Aemilius Lepidus (* um 90 v. Chr.; † 12 v. Chr.) war ein römischer Politiker und Feldherr am Ende der Römischen Republik und zu Beginn der Kaiserzeit. Er war ein hochrangiger Anhänger Gaius Iulius Caesars und bildete nach dessen Ermordung (15. März 44 v. Chr.) mit Octavian (dem späteren Kaiser Augustus) und Marcus Antonius das zweite Triumvirat. Bald war er nur noch das schwächste Mitglied dieses den Staat de facto diktatorisch regierenden Dreimännerkollegiums. 36 v. Chr. unterstützte er Octavian im Kampf gegen Sextus Pompeius. Als er aufgrund seines Beitrags zu Pompeius’ Niederlage Ansprüche auf den Besitz Siziliens geltend machte, wurde er von Octavian machtpolitisch kaltgestellt und musste sein weiteres Leben einflusslos unter Überwachung in Italien fristen.

## Politische Anfänge und Laufbahn unter Caesar
Marcus Aemilius Lepidus war ein Sohn des gleichnamigen Konsuls von 78 v. Chr. Anfangs durchlief er eine bescheidene Laufbahn. Er wurde Pontifex und um 66 v. Chr. Münzmeister, wobei er seinen Namen nicht auf die von ihm emittierten Münzen prägte. 53 v. Chr. oder etwas früher übte er das Amt eines Ädils aus. Anfang 52 v. Chr. fungierte er als erster Interrex und wollte gemäß der Tradition nicht schon die Wahlen der höchsten Beamten abhalten. Deshalb wurde er von jenen Konsulatsanwärtern, die zur Partei des Publius Clodius Pulcher gehörten, fünf Tage in seiner Wohnung belagert, aber von bewaffneten Anhängern von Clodius’ Gegenspieler Titus Annius Milo gerettet.
Als Anfang 49 v. Chr. der Bürgerkrieg zwischen Caesar und Gnaeus Pompeius Magnus ausbrach, machte Lepidus als Parteigänger Caesars eine steilere Karriere. 49 v. Chr. war er Prätor und wurde von Caesar, als dieser im April (nach dem vorjulianischen Kalender) zur Bekämpfung der Spanien verteidigenden pompeianischen Feldherren aufbrach, mit der Verwaltung Roms betraut. Der rangniedrigere Marcus Antonius besaß aber eine größere Machtfülle in Italien, wo er während Caesars Abwesenheit für die Aufrechterhaltung von Ruhe und Ordnung zu sorgen hatte. Auf einen Volksbeschluss hin ernannte Lepidus inzwischen Caesar zum Diktator, so dass dieser nach seiner Rückkehr nach Rom (Dezember 49 v. Chr. [vorjulianisch]) sofort wichtige Maßnahmen wie die Konsulwahlen durchführen konnte. Lepidus’ Vorgehen war jedoch rechtlich umstritten, da nur ein Konsul einen Diktator ernennen durfte. Beide Konsuln waren mit Pompeius geflohen und der rangniedrigere Lepidus hatte eine Gesetzesnovelle vorgenommen, die ihm als Prätor die Bestellung eines Diktators ermöglichte.
Caesar zeigte sich dadurch erkenntlich, dass Lepidus mit prokonsularischem Imperium versehen zum Statthalter von Hispania citerior befördert wurde. Er stand dieser Provinz 48 und 47 v. Chr. vor und plünderte sie aus. Da er 47 v. Chr. die Streitigkeiten zwischen Quintus Cassius Longinus, Statthalter von Hispania ulterior, und dessen Quästor Marcus Claudius Marcellus Aeserninus schlichtete, durfte er sich als Imperator bezeichnen und nach seiner Rückkehr nach Rom einen Triumph abhalten, obwohl er kaum kriegerische Leistungen erbracht hatte.
46 v. Chr. amtierte Lepidus gemeinsam mit Caesar als Konsul. Während dieser in Nordafrika gegen seine auch nach Pompeius’ Tod den Widerstand fortsetzenden Bürgerkriegsgegner Krieg führte, blieb Lepidus in Rom. Caesar ließ sich nach seinem Sieg bei Thapsus (April 46 v. Chr. [vorjulianisch]) zum dritten Mal und diesmal für zehn Jahre zum Diktator wählen. Lepidus fungierte nun bis 44 v. Chr. als sein Magister equitum. Er nahm in dieser Stellung, als Caesar 45 v. Chr. neuerlich, diesmal auf der Iberischen Halbinsel, gegen die verbliebenen Pompeianer kämpfte, mit Unterstützung von sechs oder acht Stadtprätoren die Leitung der Geschäfte in Rom wahr.
Für das Jahr 44 v. Chr. wurde Lepidus von Caesar zum Statthalter der Provinzen Gallia Narbonensis und Hispania citerior ernannt; deren Verwaltung übernahmen einstweilen aber seine Legaten. Er selbst blieb in Rom und rekrutierte Truppen für seine Provinzen. Die Verschwörer gegen den Diktator erwogen, auch Lepidus und Marcus Antonius zu ermorden, doch wurde dieser Plan wieder fallengelassen. Am Abend des 14. März 44 v. Chr. speisten Caesar und Decimus Iunius Brutus Albinus bei Lepidus. Am nächsten Tag, den Iden des März, gehörte Decimus Brutus zu den Mördern Caesars. Bei diesem Attentat, dem der Diktator zum Opfer fiel, war Lepidus nicht anwesend, sondern erfuhr davon, als er sich auf dem Markt befand. Daraufhin floh er im ersten Schrecken – ebenso wie Antonius – kurzzeitig in seine Wohnung.

## Nach den Iden des März
Bald begab sich Lepidus zu seinen Truppen, der einzigen nahe der Hauptstadt befindlichen Streitmacht, und besetzte mit ihnen in der Nacht nach Caesars Ermordung das Forum. In einer Rede versuchte er das Volk am nächsten Morgen gegen die auf dem Kapitol verschanzten Caesarmörder aufzuhetzen. Er unterstellte sich aber dem Konsul Antonius, der zunächst auf Ausgleich bedacht war. Nachdem die Attentäter in der Senatssitzung vom 17. März 44 v. Chr. amnestiert worden waren und von Antonius und Lepidus deren Söhne als Geiseln erhalten hatten, verließen sie das Kapitol. Am Abend des gleichen Tages waren von den Hauptverschwörern Gaius Cassius Longinus bei Antonius und Marcus Iunius Brutus bei seinem Schwager Lepidus zu Gast. So entspannte sich die Situation in Rom. Alle noch von Caesar ernannten Statthalter, so auch Lepidus, behielten ihre Provinzen.
Als der junge Großneffe und Haupterbe Caesars, Octavian, in Rom eintraf, suchte Antonius seine ohnehin sehr große Machtstellung gegen diesen neuen Rivalen durch eine engere Verbindung mit dem ebenfalls recht einflussreichen Lepidus weiter zu festigen. Daher ließ er Lepidus Ende Mai 44 v. Chr. von der Volksversammlung in das seit Caesars Ermordung vakante höchste Priesteramt (Pontifex maximus) wählen. Um auch familiäre Bande zu knüpfen, wurde Antonius’ kleine Tochter Antonia mit einem Sohn von Lepidus verlobt.
Lepidus begab sich sodann in seine Provinzen und handelte auf Antonius’ Initiative hin im Sommer 44 v. Chr. einen Vergleich mit Sextus Pompeius aus. Dieser jüngste Sohn des Gnaeus Pompeius Magnus hatte sich nach der Schlacht von Munda (45 v. Chr.) in Teilen Südspaniens festsetzen und dort aufgrund seiner Flotte vor allem eine Seemacht erringen können. Nach der von Lepidus vermittelten Abmachung sollte Sextus Pompeius nach Rom zurückkehren dürfen und für sein eingezogenes väterliches Erbe entschädigt werden. Zum Dank für seinen Einsatz zur (vorläufigen) Beseitigung der von Sextus Pompeius drohenden Gefahr wurde Lepidus vom Senat in jener Sitzung, die Antonius am 28. November 44 v. Chr. leitete, ein Dankfest bewilligt.
Nun spitzte sich der Konflikt zwischen Antonius und der Senatspartei um den Redner Marcus Tullius Cicero immer weiter zu. Antonius belagerte den Caesarmörder Decimus Brutus in Mutina, weil dieser die Übergabe seiner Provinz Gallia Cisalpina verweigert hatte. Cicero suchte ein Kampfbündnis gegen Antonius, den er als neuen Tyrannen betrachtete, zu schmieden und zu diesem Zweck auch Lepidus auf seine Seite zu ziehen, da dieser über starke Truppenkontingente verfügte. So beschloss der Senat auf Antrag des Redners am 3. Januar 43 v. Chr., eine vergoldete Reiterstatue des Lepidus auf dem Forum zu errichten. Als offizielle Begründung für diese Auszeichnung wurde indessen Lepidus’ erfolgreiche Ausgleichsbemühungen mit Sextus Pompeius angegeben. Lepidus wollte jedoch eine neutrale Position wahren und zeigte sich daher für den durch Cicero herbeigeführten Ehrenbeschluss wenig dankbar. Im März 43 v. Chr. plädierte er in einem an den Senat gerichteten Brief dafür, mit Antonius eine friedliche Lösung zu suchen, worüber der zum Krieg aufrufende Cicero sehr verstimmt war. Mit seiner Friedensinitiative blieb Lepidus erfolglos und wurde vielmehr vom Senat zur Militärhilfe für die Konsuln und Octavian aufgefordert, welche dem in Mutina eingeschlossenen Decimus Brutus Entsatz zu bringen suchten. Lepidus entsandte nur ein Truppenkontingent unter dem Kommando von Marcus Iunius Silanus, der aber nicht die Senatsheere, sondern Antonius unterstützte.
Antonius musste nach seiner Niederlage in der Schlacht von Mutina (21. April 43 v. Chr.) die Belagerung dieser Stadt aufgeben und zog nach Westen ab. Er erhielt nahe Genua durch drei ihm von Publius Ventidius Bassus zugeführte Legionen Verstärkung, überquerte die Alpen und betrat kampflos die Provinz des Lepidus. Am 15. Mai traf er in Forum Iulii am Ausfluss des Argenteus ein. Lepidus hatte mit seinen sieben – darunter drei neu rekrutierten – Legionen sein Quartier etwas weiter flussaufwärts bezogen. Antonius lagerte sich ihm auf dem anderen Ufer gegenüber und nutzte den Umstand, dass seine und Lepidus’ Soldaten nicht gegeneinander kämpfen wollten. Am 29. Mai kam er persönlich in Lepidus’ Lager und konnte diesen überrumpeln. Beide Feldherren vereinigten ihre Heere, wobei Lepidus unter Antonius’ Oberkommando weiterhin vier seiner Legionen befehligen durfte.
Nachdem schon Antonius auf Ciceros Betreiben geächtet worden war, traf dieses Schicksal am 30. Juni auch Lepidus, dessen erst neulich aufgestelltes Reiterstandbild umgestürzt wurde. Bald darauf zerfiel aber das Bündnis zwischen dem Senat und Octavian vollends. Letzterer marschierte im August 43 v. Chr. mit seinen Truppen gegen Rom und erzwang seine Wahl zum Konsul. Der junge Adoptivsohn des Diktators ließ nun die Caesarmörder ächten sowie einige Wochen später durch einen von seinem Vetter und Mitkonsul Quintus Pedius initiierten Senatsbeschluss die Ächtung von Antonius und Lepidus aufheben, weil er mit diesen eine Allianz anstrebte. Gaius Asinius Pollio, Statthalter von Hispania ulterior, und Lucius Munatius Plancus, Statthalter von Gallia comata, schlossen sich mit ihren Truppen daraufhin ebenfalls Antonius und Lepidus an. Letzterer hatte allerdings zu Plancus ein sehr schlechtes Verhältnis.

## Das zweite Triumvirat
Nun verbündeten sich alle führenden Caesarianer gegen die mittlerweile den gesamten Osten des Römischen Reichs kontrollierenden Caesarmörder Marcus Brutus und Gaius Cassius. Begleitet von Lepidus, Plancus, Pollio und starken Truppenkontingenten zog Antonius nach Oberitalien und kam Ende Oktober 43 v. Chr. mit Octavian zu einer Konferenz zusammen. Eine nahe Bononia gelegene Insel des Flusses Lavinius war als jener Ort ausersehen, an dem Antonius und Octavian als die mächtigsten Feldherren und Lepidus als drittstärkster General die Verhandlungen über die künftige Machtaufteilung im Staat und die Bekämpfung ihrer Feinde führen sollten. Das Klima war aber von Misstrauen geprägt. Antonius und Octavian hatten jeweils fünf Legionen mitgebracht und die als Treffpunkt ausgemachte Insel war klein, flach und für die zuschauenden Soldaten von beiden Ufern her gut beobachtbar. Lepidus untersuchte zuerst das Gelände der Insel auf mögliche Fallen und gab dann durch Schwenken seines Kriegsmantels das Zeichen, dass Antonius und Octavian kommen möchten. Diese ließen daraufhin ihr engeres Gefolge von jeweils 300 Mann zurück und begaben sich allein über die Brücken zu Lepidus auf die Insel.
Nach zweitägigen Beratungen schlossen die drei Männer das zunächst auf fünf Jahre (bis Ende 38 v. Chr.) befristete zweite Triumvirat, das sie zu unumschränkten Machthabern machte. Mit Ausnahme des von ihnen gemeinsam regierten Italien teilten sie alle Provinzen des von ihnen beherrschten Westens des Römischen Reichs untereinander auf, wobei Lepidus Gallia Narbonensis und die gesamte iberische Halbinsel bekam. Während Octavian und Antonius sich verpflichteten, mit dem Großteil der ihnen zur Verfügung stehenden Streitkräfte die Caesarmörder im Osten zu bekämpfen, fiel Lepidus die Aufgabe zu, mit den drei ihm belassenen Legionen in Rom zu bleiben und Italien für sich und seine Kollegen zu sichern. Seine Provinzen sollten für diese Zeitspanne durch Legaten verwaltet werden. Die Triumvirn beabsichtigten ferner, die in ihrem Machtbereich befindlichen politischen Gegner physisch auszulöschen und ließen sie daher für vogelfrei erklären. Die entsprechenden Proskriptionslisten wurden später immer wieder erweitert. Mit der Zeit fielen diesem Massenmord insgesamt etwa 300 Senatoren und 2.000 Ritter zum Opfer, darunter im Dezember 43 v. Chr. Cicero. Verwandte der drei Machthaber wurden ebenfalls geächtet, so auch Lepidus’ Bruder Lucius Aemilius Lepidus Paullus, der aber mit dem Leben davonkommen sollte, weil die mit seiner Tötung beauftragten Soldaten ihn gerade wegen seiner Verwandtschaft mit dem Triumvirn verschonten.

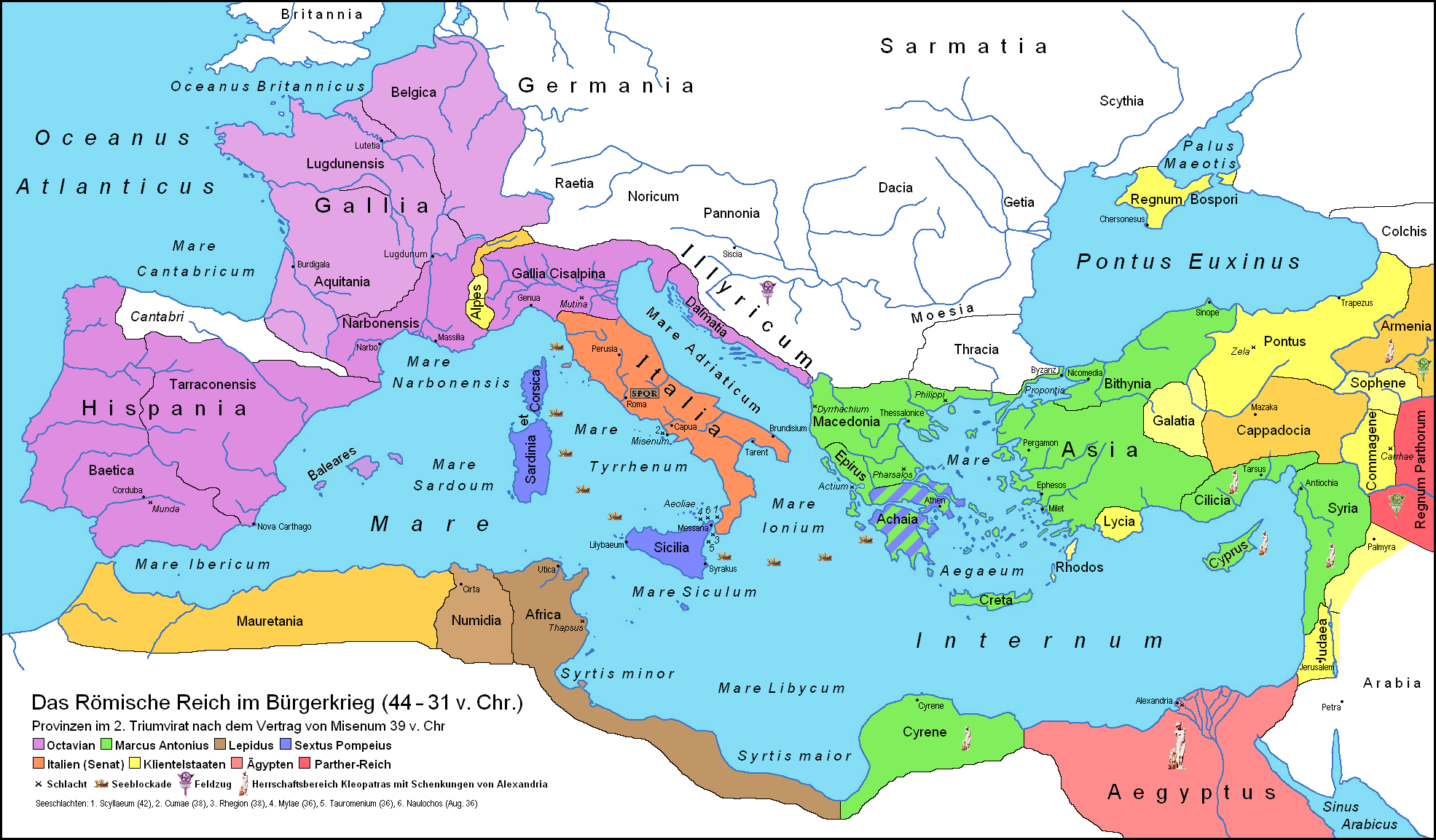
Karte des Römischen Reiches während des zweiten Triumvirats
Italien (Senat)
Octavians Machtbereich
Antonius’ Machtbereich
Provinzen des Lepidus
Seereich des Sextus Pompeius
Königreich Ägypten (Kleopatra)
Vasallenstaaten

Nach Abschluss der Verhandlungen zogen die Triumvirn, jeweils von einer Leibwache und einer Legion Soldaten begleitet, an drei aufeinanderfolgenden Tagen – Lepidus als letzter – in Rom ein. Ihre fünfjährige außerordentliche Amtsgewalt erlangte durch ein vom Volkstribunen Publius Titius beantragtes Plebiszit am 27. November 43 v. Chr. Gesetzeskraft. Anstelle des auf der Flucht umgekommenen Decimus Brutus wurde Lepidus am 1. Januar 42 v. Chr. zum zweiten Mal Konsul und hatte dabei Lucius Munatius Plancus zum Amtskollegen.
Im Oktober/November 42 v. Chr. siegten Antonius und Octavian in den beiden Schlachten bei Philippi entscheidend über die Caesarmörder Brutus und Cassius und trieben diese dadurch in den Selbstmord. Die beiden erfolgreichen Triumvirn entmachteten anschließend ihren Kollegen Lepidus weitgehend. Ohne diesen zu konsultieren, verteilten sie ihre künftigen Aufgaben und Machtbereiche neu. Unter dem Vorwand, dass Lepidus mit Sextus Pompeius verräterische Beziehungen angeknüpft habe, entzogen sie ihm seinen Länderbesitz. Antonius sollte ganz Gallien, Octavian das gesamte Spanien erhalten. Außerdem nahm sich jeder von ihnen jeweils eine der beiden in Nordafrika gelegenen römischen Provinzen. Wenn aber der nach Italien zurückreisende Octavian den Verdacht gegen Lepidus nicht würde erhärten können, sollte Lepidus die beiden afrikanischen Provinzen bekommen.
Obwohl Lepidus nichts nachgewiesen werden konnte, musste er Anfang 41 v. Chr. auf Gallia Narbonensis und Spanien verzichten. Im Perusinischen Krieg, den Octavian gegen Marcus Antonius’ Bruder Lucius führte, spielte Lepidus als Unterfeldherr des Caesarerben eine unglückliche Rolle. Nach der Kapitulation des in Perusia eingeschlossenen Lucius Antonius (Ende Februar 40 v. Chr.) suchte Octavian angesichts der mit Marcus Antonius und dessen Generälen, aber auch mit Sextus Pompeius drohenden Konflikte, seinen als wankelmütig geltenden Triumviratskollegen Lepidus loszuwerden. Deshalb trat Octavian sechs Legionen, die er als wenig loyal einschätzte, an Lepidus ab und schickte ihn mit dieser Heeresmacht nach Afrika. Ein Parteigänger von Antonius, Titus Sextius verwaltete damals die afrikanischen Provinzen, übergab sie aber Lepidus bei dessen Ankunft zusammen mit vier Legionen.
An dem zwischen Antonius und Octavian ausgehandelten Vertrag von Brundisium (Herbst 40 v. Chr.) hatte Lepidus keinen Anteil, doch durfte er laut diesem Abkommen seinen afrikanischen Besitz behalten. Er blieb auch zunächst Mitglied des Triumvirats, als dieses im Jahr 37 v. Chr. durch den Vertrag von Tarent bis Ende 33 v. Chr. verlängert wurde. Zu den Gesprächen, die zum Abschluss dieses Vertrags geführt hatten, war er allerdings von seinen Triumviratskollegen aufgrund seines mittlerweile geringeren politischen Gewichts nicht hinzugezogen worden.

## Teilnahme am Kampf gegen Sextus Pompeius
36 v. Chr. suchte Lepidus, sein militärisches Profil in Octavians Krieg gegen Sextus Pompeius zu schärfen, um dadurch wieder größeren politischen Einfluss zu gewinnen. Octavian hatte seit bereits zwei Jahren erfolglos gegen Pompeius gekämpft, dessen stark befestigter militärischer Mittelpunkt Sizilien war. Diese Insel plante Octavian in einem groß angelegten Invasionsmanöver zu erobern. Er selbst sollte Sizilien von Osten her, sein enger Vertrauter Marcus Vipsanius Agrippa von Norden her und Lepidus von Westen her angreifen. Lepidus hatte zu den ihm 40 v. Chr. von Octavian und Titus Sextius übergebenen Legionen sechs weitere rekrutiert. Anfang Juli 36 v. Chr. segelte er mit zwölf Legionen und 5.000 numidischen Reitern auf 70 Kriegs- und 1.000 Lastschiffen von Afrika nach Sizilien, doch sank eine größere Zahl seiner Schiffe aufgrund eines heftigen Sturms. Immerhin konnte er sich mit dem Großteil seiner Armee im Westen der Insel festsetzen, belagerte nun Pompeius’ wichtigen Stützpunkt Lilybaeum (heute Marsala) und eroberte dessen Umgebung. Die Soldaten von vier weiteren Legionen, die ihm in einem zweiten Schritt nachfolgen sollten, unterlagen einer Flotte der Pompeianer und kamen teilweise in der Schlacht oder im Meer um; die übrigen mussten nach Afrika zurückkehren. Octavians Landungsmanöver war unterdessen wegen des Sturms gänzlich gescheitert, und Lepidus war zunächst der Einzige, dessen Invasionsversuch Siziliens geglückt war.
Im August 36 v. Chr. besiegte Agrippa ein starkes Geschwader des Sextus Pompeius in der Seeschlacht von Mylae und fasste danach an der Nordostküste Siziliens Fuß. Inzwischen war Octavian nahe Tauromenium gelandet, wurde aber unerwartet von den nach ihrer Niederlage bei Mylae zurückgekehrten Pompeianern attackiert und konnte sich nur mühsam und unter großen Verlusten auf das italische Festland retten. Agrippa gelang jedoch die Einnahme von Tyndaris, wohin dann auch Octavian mit größeren Truppenkontingenten segelte. Pompeius, dessen Lage somit wesentlich ungünstiger geworden war, zog sich in den Nordosten Siziliens zurück, wo er als wichtigsten Stützpunkt Messana besaß; außerdem hielt er im Westen der Insel weiterhin das Bollwerk Lilybaeum. Als er von dort Verstärkungstruppen kommen ließ, wurden diese von Lepidus’ Legionen verfolgt. Lepidus bezog seine Stellung nahe jener von Octavian, kam mit ihm aber bald in Konflikt, da er sich ihm aufgrund seines großen Anteils am Landheer nicht mehr unterordnen wollte. Octavian fürchtete, dass Lepidus sich mit Pompeius verbünden werde und suchte daher einen schnellen militärischen Erfolg. Trotz seiner nun wesentlich stärkeren Stellung vereinbarte er mit Pompeius Zeit und Ort einer Seeschlacht, deren Bedingungen Pompeius gleichberechtigt mitverhandeln durfte. Die vereinbarte militärische Auseinandersetzung fand am 3. September 36 v. Chr. bei Naulochos statt und endete mit einer völligen Niederlage für Pompeius, der daraufhin mit einer kleinen Flotte unbehelligt von Sizilien in östlicher Richtung davonsegelte.

## Entmachtung und späteres Leben
Sextus Pompeius’ Legat Lucius Plinius Rufus war mit seinen acht Legionen auf das Kommando seines Oberbefehlshabers nach Messana gezogen, doch inzwischen hatte Pompeius die Insel bereits verlassen. Octavian verweilte noch einige Zeit bei Naulochos, Agrippa und Lepidus hingegen marschierten auf Messana zu und belagerten Plinius dort. Dieser war nach Verhandlungen mit Lepidus bereit, sich zu ergeben. Entgegen Agrippas Ansinnen, auf das Eintreffen Octavians zu warten, akzeptierte Lepidus die Übergabe Messanas sowie die Unterwerfung des Plinius und übernahm dessen Armee, womit er nun über die stattliche Zahl von 22 Legionen verfügte. Aufgrund dieser starken Streitmacht stellte er jetzt weitgehende Forderungen, vor allem den Besitz Siziliens und die Wiederherstellung seiner Rechte als Triumvir. Der verärgerte Octavian suchte den früheren Coup des Antonius nachzuahmen, indem er mit einer kleinen Anzahl an Begleitern zu Lepidus’ Lager ritt und dessen Krieger zum Übertritt auf seine Seite aufforderte. Insbesondere die pompeianischen Truppen empfingen ihn freundlich, aber auf Anstiften des Lepidus wurde er von anderen Soldaten vertrieben, wobei einer seiner Leibwächter ums Leben kam. Als Octavian daraufhin mit seiner Hauptarmee gegen seinen Kontrahenten anrückte, fiel der Großteil von dessen Truppen nach und nach zu ihm ab. Lepidus besaß nicht genügend Autorität, kraft derer er sein Heer an sich hätte binden können.
Der ins Trauergewand gehüllte Lepidus flehte Octavian um Gnade an. Dieser verzichtete auf seine Hinrichtung, nahm ihm aber seine Triumvirwürde, seinen Territorialbesitz in Afrika und seine Armee. Lepidus blieb nur sein Privatvermögen und das Amt des Pontifex Maximus, das er der Tradition gemäß bis zu seinem Tod behalten durfte. Er lebte zuerst quasi unter Hausarrest in Circei. Nachdem sein gleichnamiger Sohn 31 v. Chr. eine Verschwörung zur Ermordung des damals nahe Actium befindlichen Octavian angezettelt und nach deren Aufdeckung dafür mit dem Leben gebüßt hatte, musste der daran völlig unbeteiligte Lepidus seither zu seiner besseren Kontrollierbarkeit in Rom wohnen und wurde vom Princeps geringschätzig behandelt. Er starb zu Beginn des Jahres 12 v. Chr. Kaiser Augustus übernahm nun das bislang von Lepidus bekleidete Amt des Pontifex Maximus.
Lepidus war spätestens 44 v. Chr. eine Ehe mit Iunia, einer Halbschwester des Caesarmörders Marcus Brutus, eingegangen. Ihr gemeinsamer Sohn Marcus wurde, wie erwähnt, 31 v. Chr. hingerichtet. Charakterlich wird Lepidus von den antiken Autoren einstimmig äußerst negativ beschrieben; er sei wenig wagemutig, schwächlich, wankelmütig und eitel gewesen. Moderne Historiker haben sich dieser Einschätzung weitgehend angeschlossen.

## Stammbaum
| Salonia             | Salonia             | Salonia             | Salonia             | Salonia                        | Salonia                        |                                |                                | Marcus Porcius Cato Censorius  | Marcus Porcius Cato Censorius  | Marcus Porcius Cato Censorius | Marcus Porcius Cato Censorius | Marcus Porcius Cato Censorius  | Marcus Porcius Cato Censorius  |                                |                                | Licinia                        | Licinia                        | Licinia              | Licinia              | Licinia                  | Licinia                  |                          |                          |                          |                          |                    |                    |                    |                    |             |             |                                              |                                              |                                              |                                              |                                              |                                              |                         |                         |                          |                          |                          |                          |                          |                          |               |               |                                             |                                             |                                             |                                             |                                             |                                             |              |              |              |              |  |  |                        |                        |                        |                        |                        |                        |  |  |  |  |  |  |  |  |  |  |  |  |  |  |  |  |  |  |
| Salonia             | Salonia             | Salonia             | Salonia             | Salonia                        | Salonia                        |                                |                                | Marcus Porcius Cato Censorius  | Marcus Porcius Cato Censorius  | Marcus Porcius Cato Censorius | Marcus Porcius Cato Censorius | Marcus Porcius Cato Censorius  | Marcus Porcius Cato Censorius  |                                |                                | Licinia                        | Licinia                        | Licinia              | Licinia              | Licinia                  | Licinia                  |                          |                          |                          |                          |                    |                    |                    |                    |             |             |                                              |                                              |                                              |                                              |                                              |                                              |                         |                         |                          |                          |                          |                          |                          |                          |               |               |                                             |                                             |                                             |                                             |                                             |                                             |              |              |              |              |  |  |                        |                        |                        |                        |                        |                        |  |  |  |  |  |  |  |  |  |  |  |  |  |  |  |  |  |  |
|                     |                     |                     |                     |                                |                                |                                |                                |                                |                                |                               |                               |                                |                                |                                |                                |                                |                                |                      |                      |                          |                          |                          |                          |                          |                          |                    |                    |                    |                    |             |             |                                              |                                              |                                              |                                              |                                              |                                              |                         |                         |                          |                          |                          |                          |                          |                          |               |               |                                             |                                             |                                             |                                             |                                             |                                             |              |              |              |              |  |  |                        |                        |                        |                        |                        |                        |  |  |  |  |  |  |  |  |  |  |  |  |  |  |  |  |  |  |
|                     |                     |                     |                     | Marcus Porcius Cato Salonianus | Marcus Porcius Cato Salonianus | Marcus Porcius Cato Salonianus | Marcus Porcius Cato Salonianus | Marcus Porcius Cato Salonianus | Marcus Porcius Cato Salonianus |                               |                               | Marcus Porcius Cato Licinianus | Marcus Porcius Cato Licinianus | Marcus Porcius Cato Licinianus | Marcus Porcius Cato Licinianus | Marcus Porcius Cato Licinianus | Marcus Porcius Cato Licinianus |                      |                      | Marcus Livius Drusus     | Marcus Livius Drusus     | Marcus Livius Drusus     | Marcus Livius Drusus     | Marcus Livius Drusus     | Marcus Livius Drusus     |                    |                    |                    |                    |             |             |                                              |                                              |                                              |                                              |                                              |                                              |                         |                         |                          |                          |                          |                          |                          |                          |               |               |                                             |                                             |                                             |                                             |                                             |                                             |              |              |              |              |  |  |                        |                        |                        |                        |                        |                        |  |  |  |  |  |  |  |  |  |  |  |  |  |  |  |  |  |  |
|                     |                     |                     |                     | Marcus Porcius Cato Salonianus | Marcus Porcius Cato Salonianus | Marcus Porcius Cato Salonianus | Marcus Porcius Cato Salonianus | Marcus Porcius Cato Salonianus | Marcus Porcius Cato Salonianus |                               |                               | Marcus Porcius Cato Licinianus | Marcus Porcius Cato Licinianus | Marcus Porcius Cato Licinianus | Marcus Porcius Cato Licinianus | Marcus Porcius Cato Licinianus | Marcus Porcius Cato Licinianus |                      |                      | Marcus Livius Drusus     | Marcus Livius Drusus     | Marcus Livius Drusus     | Marcus Livius Drusus     | Marcus Livius Drusus     | Marcus Livius Drusus     |                    |                    |                    |                    |             |             |                                              |                                              |                                              |                                              |                                              |                                              |                         |                         |                          |                          |                          |                          |                          |                          |               |               |                                             |                                             |                                             |                                             |                                             |                                             |              |              |              |              |  |  |                        |                        |                        |                        |                        |                        |  |  |  |  |  |  |  |  |  |  |  |  |  |  |  |  |  |  |
|                     |                     |                     |                     |                                |                                |                                |                                |                                |                                |                               |                               |                                |                                |                                |                                |                                |                                |                      |                      |                          |                          |                          |                          |                          |                          |                    |                    |                    |                    |             |             |                                              |                                              |                                              |                                              |                                              |                                              |                         |                         |                          |                          |                          |                          |                          |                          |               |               |                                             |                                             |                                             |                                             |                                             |                                             |              |              |              |              |  |  |                        |                        |                        |                        |                        |                        |  |  |  |  |  |  |  |  |  |  |  |  |  |  |  |  |  |  |
|                     |                     |                     |                     | Marcus Porcius Cato Salonianus | Marcus Porcius Cato Salonianus | Marcus Porcius Cato Salonianus | Marcus Porcius Cato Salonianus | Marcus Porcius Cato Salonianus | Marcus Porcius Cato Salonianus |                               |                               | Livia                          | Livia                          | Livia                          | Livia                          | Livia                          | Livia                          |                      |                      | Quintus Servilius Caepio | Quintus Servilius Caepio | Quintus Servilius Caepio | Quintus Servilius Caepio | Quintus Servilius Caepio | Quintus Servilius Caepio |                    |                    |                    |                    |             |             |                                              |                                              |                                              |                                              |                                              |                                              |                         |                         |                          |                          |                          |                          |                          |                          |               |               | Marcus Livius Drusus                        | Marcus Livius Drusus                        | Marcus Livius Drusus                        | Marcus Livius Drusus                        | Marcus Livius Drusus                        | Marcus Livius Drusus                        |              |              |              |              |  |  |                        |                        |                        |                        |                        |                        |  |  |  |  |  |  |  |  |  |  |  |  |  |  |  |  |  |  |
|                     |                     |                     |                     | Marcus Porcius Cato Salonianus | Marcus Porcius Cato Salonianus | Marcus Porcius Cato Salonianus | Marcus Porcius Cato Salonianus | Marcus Porcius Cato Salonianus | Marcus Porcius Cato Salonianus |                               |                               | Livia                          | Livia                          | Livia                          | Livia                          | Livia                          | Livia                          |                      |                      | Quintus Servilius Caepio | Quintus Servilius Caepio | Quintus Servilius Caepio | Quintus Servilius Caepio | Quintus Servilius Caepio | Quintus Servilius Caepio |                    |                    |                    |                    |             |             |                                              |                                              |                                              |                                              |                                              |                                              |                         |                         |                          |                          |                          |                          |                          |                          |               |               | Marcus Livius Drusus                        | Marcus Livius Drusus                        | Marcus Livius Drusus                        | Marcus Livius Drusus                        | Marcus Livius Drusus                        | Marcus Livius Drusus                        |              |              |              |              |  |  |                        |                        |                        |                        |                        |                        |  |  |  |  |  |  |  |  |  |  |  |  |  |  |  |  |  |  |
|                     |                     |                     |                     |                                |                                |                                |                                |                                |                                |                               |                               |                                |                                |                                |                                |                                |                                |                      |                      |                          |                          |                          |                          |                          |                          |                    |                    |                    |                    |             |             |                                              |                                              |                                              |                                              |                                              |                                              |                         |                         |                          |                          |                          |                          |                          |                          |               |               |                                             |                                             |                                             |                                             |                                             |                                             |              |              |              |              |  |  |                        |                        |                        |                        |                        |                        |  |  |  |  |  |  |  |  |  |  |  |  |  |  |  |  |  |  |
|                     |                     |                     |                     |                                |                                |                                |                                |                                |                                |                               |                               |                                |                                |                                |                                |                                |                                |                      |                      |                          |                          |                          |                          |                          |                          |                    |                    |                    |                    |             |             |                                              |                                              |                                              |                                              |                                              |                                              |                         |                         |                          |                          |                          |                          |                          |                          |               |               |                                             |                                             |                                             |                                             |                                             |                                             |              |              |              |              |  |  |                        |                        |                        |                        |                        |                        |  |  |  |  |  |  |  |  |  |  |  |  |  |  |  |  |  |  |
| Atilia              | Atilia              | Atilia              | Atilia              | Atilia                         | Atilia                         |                                |                                | Marcus Porcius Cato Uticensis  | Marcus Porcius Cato Uticensis  | Marcus Porcius Cato Uticensis | Marcus Porcius Cato Uticensis | Marcus Porcius Cato Uticensis  | Marcus Porcius Cato Uticensis  |                                |                                | Marcus Iunius Brutus           | Marcus Iunius Brutus           | Marcus Iunius Brutus | Marcus Iunius Brutus | Marcus Iunius Brutus     | Marcus Iunius Brutus     |                          |                          | Servilia Caepionis       | Servilia Caepionis       | Servilia Caepionis | Servilia Caepionis | Servilia Caepionis | Servilia Caepionis |             |             | Decimus Iunius Silanus                       | Decimus Iunius Silanus                       | Decimus Iunius Silanus                       | Decimus Iunius Silanus                       | Decimus Iunius Silanus                       | Decimus Iunius Silanus                       |                         |                         | Quintus Servilius Caepio | Quintus Servilius Caepio | Quintus Servilius Caepio | Quintus Servilius Caepio | Quintus Servilius Caepio | Quintus Servilius Caepio |               |               | Marcus Livius Drusus Claudianus (adoptiert) | Marcus Livius Drusus Claudianus (adoptiert) | Marcus Livius Drusus Claudianus (adoptiert) | Marcus Livius Drusus Claudianus (adoptiert) | Marcus Livius Drusus Claudianus (adoptiert) | Marcus Livius Drusus Claudianus (adoptiert) |              |              |              |              |  |  |                        |                        |                        |                        |                        |                        |  |  |  |  |  |  |  |  |  |  |  |  |  |  |  |  |  |  |
| Atilia              | Atilia              | Atilia              | Atilia              | Atilia                         | Atilia                         |                                |                                | Marcus Porcius Cato Uticensis  | Marcus Porcius Cato Uticensis  | Marcus Porcius Cato Uticensis | Marcus Porcius Cato Uticensis | Marcus Porcius Cato Uticensis  | Marcus Porcius Cato Uticensis  |                                |                                | Marcus Iunius Brutus           | Marcus Iunius Brutus           | Marcus Iunius Brutus | Marcus Iunius Brutus | Marcus Iunius Brutus     | Marcus Iunius Brutus     |                          |                          | Servilia Caepionis       | Servilia Caepionis       | Servilia Caepionis | Servilia Caepionis | Servilia Caepionis | Servilia Caepionis |             |             | Decimus Iunius Silanus                       | Decimus Iunius Silanus                       | Decimus Iunius Silanus                       | Decimus Iunius Silanus                       | Decimus Iunius Silanus                       | Decimus Iunius Silanus                       |                         |                         | Quintus Servilius Caepio | Quintus Servilius Caepio | Quintus Servilius Caepio | Quintus Servilius Caepio | Quintus Servilius Caepio | Quintus Servilius Caepio |               |               | Marcus Livius Drusus Claudianus (adoptiert) | Marcus Livius Drusus Claudianus (adoptiert) | Marcus Livius Drusus Claudianus (adoptiert) | Marcus Livius Drusus Claudianus (adoptiert) | Marcus Livius Drusus Claudianus (adoptiert) | Marcus Livius Drusus Claudianus (adoptiert) |              |              |              |              |  |  |                        |                        |                        |                        |                        |                        |  |  |  |  |  |  |  |  |  |  |  |  |  |  |  |  |  |  |
|                     |                     |                     |                     |                                |                                |                                |                                |                                |                                |                               |                               |                                |                                |                                |                                |                                |                                |                      |                      |                          |                          |                          |                          |                          |                          |                    |                    |                    |                    |             |             |                                              |                                              |                                              |                                              |                                              |                                              |                         |                         |                          |                          |                          |                          |                          |                          |               |               |                                             |                                             |                                             |                                             |                                             |                                             |              |              |              |              |  |  |                        |                        |                        |                        |                        |                        |  |  |  |  |  |  |  |  |  |  |  |  |  |  |  |  |  |  |
|                     |                     |                     |                     |                                |                                |                                |                                |                                |                                |                               |                               |                                |                                |                                |                                |                                |                                |                      |                      |                          |                          |                          |                          |                          |                          |                    |                    |                    |                    |             |             |                                              |                                              |                                              |                                              |                                              |                                              |                         |                         |                          |                          |                          |                          |                          |                          |               |               |                                             |                                             |                                             |                                             |                                             |                                             |              |              |              |              |  |  |                        |                        |                        |                        |                        |                        |  |  |  |  |  |  |  |  |  |  |  |  |  |  |  |  |  |  |
| Marcus Porcius Cato | Marcus Porcius Cato | Marcus Porcius Cato | Marcus Porcius Cato | Marcus Porcius Cato            | Marcus Porcius Cato            |                                |                                | Porcia Catonis                 | Porcia Catonis                 | Porcia Catonis                | Porcia Catonis                | Porcia Catonis                 | Porcia Catonis                 |                                |                                |                                |                                |                      |                      | Brutus (Caesarmörder)    | Brutus (Caesarmörder)    | Brutus (Caesarmörder)    | Brutus (Caesarmörder)    | Brutus (Caesarmörder)    | Brutus (Caesarmörder)    |                    |                    | Iunia Prima        | Iunia Prima        | Iunia Prima | Iunia Prima | Iunia Prima                                  | Iunia Prima                                  |                                              |                                              | Marcus Aemilius Lepidus                      | Marcus Aemilius Lepidus                      | Marcus Aemilius Lepidus | Marcus Aemilius Lepidus | Marcus Aemilius Lepidus  | Marcus Aemilius Lepidus  |                          |                          | Iunia Secunda            | Iunia Secunda            | Iunia Secunda | Iunia Secunda | Iunia Secunda                               | Iunia Secunda                               |                                             |                                             | Iunia Tertia                                | Iunia Tertia                                | Iunia Tertia | Iunia Tertia | Iunia Tertia | Iunia Tertia |  |  | Gaius Cassius Longinus | Gaius Cassius Longinus | Gaius Cassius Longinus | Gaius Cassius Longinus | Gaius Cassius Longinus | Gaius Cassius Longinus |  |  |  |  |  |  |  |  |  |  |  |  |  |  |  |  |  |  |
| Marcus Porcius Cato | Marcus Porcius Cato | Marcus Porcius Cato | Marcus Porcius Cato | Marcus Porcius Cato            | Marcus Porcius Cato            |                                |                                | Porcia Catonis                 | Porcia Catonis                 | Porcia Catonis                | Porcia Catonis                | Porcia Catonis                 | Porcia Catonis                 |                                |                                |                                |                                |                      |                      | Brutus (Caesarmörder)    | Brutus (Caesarmörder)    | Brutus (Caesarmörder)    | Brutus (Caesarmörder)    | Brutus (Caesarmörder)    | Brutus (Caesarmörder)    |                    |                    | Iunia Prima        | Iunia Prima        | Iunia Prima | Iunia Prima | Iunia Prima                                  | Iunia Prima                                  |                                              |                                              | Marcus Aemilius Lepidus                      | Marcus Aemilius Lepidus                      | Marcus Aemilius Lepidus | Marcus Aemilius Lepidus | Marcus Aemilius Lepidus  | Marcus Aemilius Lepidus  |                          |                          | Iunia Secunda            | Iunia Secunda            | Iunia Secunda | Iunia Secunda | Iunia Secunda                               | Iunia Secunda                               |                                             |                                             | Iunia Tertia                                | Iunia Tertia                                | Iunia Tertia | Iunia Tertia | Iunia Tertia | Iunia Tertia |  |  | Gaius Cassius Longinus | Gaius Cassius Longinus | Gaius Cassius Longinus | Gaius Cassius Longinus | Gaius Cassius Longinus | Gaius Cassius Longinus |  |  |  |  |  |  |  |  |  |  |  |  |  |  |  |  |  |  |
|                     |                     |                     |                     |                                |                                |                                |                                |                                |                                |                               |                               |                                |                                |                                |                                |                                |                                |                      |                      |                          |                          |                          |                          |                          |                          |                    |                    |                    |                    |             |             |                                              |                                              |                                              |                                              |                                              |                                              |                         |                         |                          |                          |                          |                          |                          |                          |               |               |                                             |                                             |                                             |                                             |                                             |                                             |              |              |              |              |  |  |                        |                        |                        |                        |                        |                        |  |  |  |  |  |  |  |  |  |  |  |  |  |  |  |  |  |  |
|                     |                     |                     |                     |                                |                                |                                |                                |                                |                                |                               |                               |                                |                                |                                |                                |                                |                                |                      |                      |                          |                          |                          |                          |                          |                          |                    |                    |                    |                    |             |             | Servilia (Nachfahrin von Sulla und Pompeius) | Servilia (Nachfahrin von Sulla und Pompeius) | Servilia (Nachfahrin von Sulla und Pompeius) | Servilia (Nachfahrin von Sulla und Pompeius) | Servilia (Nachfahrin von Sulla und Pompeius) | Servilia (Nachfahrin von Sulla und Pompeius) |                         |                         | Marcus Aemilius Lepidus  | Marcus Aemilius Lepidus  | Marcus Aemilius Lepidus  | Marcus Aemilius Lepidus  | Marcus Aemilius Lepidus  | Marcus Aemilius Lepidus  |               |               |                                             |                                             |                                             |                                             |                                             |                                             |              |              |              |              |  |  |                        |                        |                        |                        |                        |                        |  |  |  |  |  |  |  |  |  |  |  |  |  |  |  |  |  |  |
|                     |                     |                     |                     |                                |                                |                                |                                |                                |                                |                               |                               |                                |                                |                                |                                |                                |                                |                      |                      |                          |                          |                          |                          |                          |                          |                    |                    |                    |                    |             |             | Servilia (Nachfahrin von Sulla und Pompeius) | Servilia (Nachfahrin von Sulla und Pompeius) | Servilia (Nachfahrin von Sulla und Pompeius) | Servilia (Nachfahrin von Sulla und Pompeius) | Servilia (Nachfahrin von Sulla und Pompeius) | Servilia (Nachfahrin von Sulla und Pompeius) |                         |                         | Marcus Aemilius Lepidus  | Marcus Aemilius Lepidus  | Marcus Aemilius Lepidus  | Marcus Aemilius Lepidus  | Marcus Aemilius Lepidus  | Marcus Aemilius Lepidus  |               |               |                                             |                                             |                                             |                                             |                                             |                                             |              |              |              |              |  |  |                        |                        |                        |                        |                        |                        |  |  |  |  |  |  |  |  |  |  |  |  |  |  |  |  |  |  |
|                     |                     |                     |                     |                                |                                |                                |                                |                                |                                |                               |                               |                                |                                |                                |                                |                                |                                |                      |                      |                          |                          |                          |                          |                          |                          |                    |                    |                    |                    |             |             |                                              |                                              |                                              |                                              |                                              |                                              |                         |                         |                          |                          |                          |                          |                          |                          |               |               |                                             |                                             |                                             |                                             |                                             |                                             |              |              |              |              |  |  |                        |                        |                        |                        |                        |                        |  |  |  |  |  |  |  |  |  |  |  |  |  |  |  |  |  |  |
|                     |                     |                     |                     |                                |                                |                                |                                |                                |                                |                               |                               |                                |                                |                                |                                |                                |                                |                      |                      |                          |                          |                          |                          |                          |                          |                    |                    |                    |                    |             |             |                                              |                                              |                                              |                                              |                                              |                                              |                         |                         |                          |                          |                          |                          |                          |                          |               |               |                                             |                                             |                                             |                                             |                                             |                                             |              |              |              |              |  |  |                        |                        |                        |                        |                        |                        |  |  |  |  |  |  |  |  |  |  |  |  |  |  |  |  |  |  |
|                     |                     |                     |                     |                                |                                |                                |                                |                                |                                |                               |                               |                                |                                |                                |                                |                                |                                |                      |                      |                          |                          |                          |                          |                          |                          |                    |                    |                    |                    |             |             | Manius Aemilius Lepidus                      | Manius Aemilius Lepidus                      | Manius Aemilius Lepidus                      | Manius Aemilius Lepidus                      | Manius Aemilius Lepidus                      | Manius Aemilius Lepidus                      |                         |                         | Aemilia Lepida           | Aemilia Lepida           | Aemilia Lepida           | Aemilia Lepida           | Aemilia Lepida           | Aemilia Lepida           |               |               |                                             |                                             |                                             |                                             |                                             |                                             |              |              |              |              |  |  |                        |                        |                        |                        |                        |                        |  |  |  |  |  |  |  |  |  |  |  |  |  |  |  |  |  |  |